# Вэй Цзюньхэн
Вэй Цзюньхэн (кит. 魏均珩; род. 6 июля 1994, Тайбэй) — тайваньский лучник, специализирующийся в стрельбе из олимпийского лука. Серебряный призёр Олимпийских игр и чемпион летней Универсиады, серебряный призёр чемпионата мира.

## Биография
Вэй Цзюньхэн родился 6 июля 1994 года. У него есть брат Вэй Цзюньсянь, который также занимается стрельбой из лука.
Учился в Тайваньском педагогическом университете, после получения высшего образования продолжает обучение на соискание степени доктора философии.

## Карьера
Вэй Цзюньхэн начал заниматься спортом во время обучения в начальном школе (в третьем классе). Когда он с отцом возвращались из школы, они увидели тренировку лучников. После этого Вэй Цзюньхэн стал заниматься стрельбой из лука, а его отец считал, что это поможет сосредоточиться.
На летней Универсиаде 2015 года в Кванджу завоевал серебро в команде.
В 2016 году благодаря сильным результатам на этапах Кубка мира — бронзовым медалям в личном первенстве и в команде — вышел в Финал Кубка мира, который проходил в Оденсе. Перед этими соревнованиями состоялись Олимпийские игры в Рио-де-Жанейро, где Вэй Цзюньхэн добрался до 1/16 финала в индивидуальном первенстве и до 1/8 в командном турнире. В сентябре в Дании на Финале Кубка мира лучник занял четвёртое место.
В 2017 году Цзюньхэн завоевал золотую медаль в турнире смешанных пар на двух этапах в Анталии и Шанхае, а также выиграл серебро в Солт-Лейк-Сити. Там же он завоевал личную бронзу. Эти результаты позволили Вэю Цзюньхэну выйти во второй Финал Кубка мира в Риме. Перед этим турниром выступил на летней Универсиаде  в Тайбэе и завоевал серебро с командой. На Финале в Италии он занял шестое место. На чемпионате мира в Мехико Вэй Цзюньхай стал серебряным призёром в личном турнире, уступив только олимпийскому чемпиону Лим Дон Хёну в перестрелке. На том же чемпионате он участвовал вместе с мужской командой и занял 9-е место. С таким же результатом выступил и в соревновании смешанных пар.
В 2018 году выиграл золотую медаль в турнире смешанных пар на Кубке мира в Берлине. В личном первенстве лучший результат на этапах Кубка мира показал в Солт-Лейк-Сити, дойдя до 1/8 финала. В Берлине выбыл на стадии 1/16 финала, такой же результат показал в Анталии и Шанхае. На Азиатских играх в Джакарте стал чемпионом в соревновании мужских команд, а в личном турнире добрался до четвертьфиналов, но дальше продвинуться не смог, став восьмым.
В 2019 году занял седьмое место на Кубке мира в Шанхае. На чемпионате мира в Хертогенбосе в июне не сумел повторить прошлый успех, остановившись на стадии 1/16 финала в мужском индивидуальном первенстве. В командном турнире он добрался до четвертьфинала, обеспечив своей стране путёвку на Олимпиаду, в том числе три места в личном турнире. На летней Универсиаде в Неаполе завоевал своё первое золото в соревновании смешанных пар, а также серебро в мужской команде.
В 2021 году принял участие на перенесённой из-за пандемии коронавируса Олимпиаде в Токио. В мужском командном турнире в первом раунде сборная Китайского Тайбэя победила бронзовых призёров Олимпиады-2016 австралийцев в перестрелке, а в четвертьфинале оказались сильнее представителей Китайской Народной Республики. В полуфинале после сухой победы над Нидерландами обеспечили себе медаль, но в финале также всухую уступили лучникам Республики Корея. Таким образом, Вэй Цзюньхэн завоевал олимпийское серебро. В индивидуальном первенстве тайваньский лучник в первом раунде победил испанца Даниэля Кастро, а в 1/16 встретился с соотечественником и партнёром по команде Тан Чжицзюнем и проиграл в перестрелке.